# Kazár
Kazár là một thị trấn thuộc hạt Nógrád, Hungary. Thị trấn này có diện tích 30,39 km², dân số năm 2010 là 2011 người, mật độ 66 người/km².